# Die Notlüge
Die Notlüge ist ein österreichisch-deutscher Fernsehfilm aus dem Jahr 2017. Die unter der Regie von Marie Kreutzer entstandene Komödie wurde am 30. März 2017 im Rahmen der Diagonale erstmals aufgeführt. Es handelt sich um die erste Produktion der ORF-Fernsehfilmreihe Stadtkomödie. In Deutschland eröffnete der Film am 1. November 2017 die 39. Biberacher Filmfestspiele, wo der Film mit dem Fernsehbiber als bester Fernsehfilm ausgezeichnet wurde. Die Erstausstrahlung im ORF erfolgte am 23. Dezember 2017. Im Ersten erfolgte die Erstausstrahlung am 24. Jänner 2018.

## Handlung
Hubert und Helga haben zwei gemeinsame Töchter, sind getrennt und jeweils mit neuen Partnern zusammen. Helga erwartet ein Kind von ihrem neuen Freund Wolfi, der bereits einen Sohn hat. Der Alltag funktioniert für die Patchworkfamilie einigermaßen gut, auch wenn sich nicht immer alle miteinander verstehen. Die Familie kommt in Huberts Elternhaus in Graz zusammen, um den Geburtstag von Huberts Mutter Marianne zu feiern. Bei dieser Gelegenheit sollten auch Huberts neue Freundin Patricia und Helgas neuer Freund Wolfi vorgestellt werden. Seine alte herzkranke Mutter weiß allerdings nichts von den Veränderungen in Huberts Privatleben. Um sie zu schonen, schweigt Hubert lieber, anstatt ihr die Veränderungen mitzuteilen, und beginnt, ihr eine heile Familie vorzuspielen. So startet eine Komödie, bei der jeder aus unterschiedlichen Motiven mitspielt, bis alle erschöpft, betrunken, gekränkt oder verzweifelt sind und selbst nicht mehr ganz so genau wissen, mit wem sie aus welchen Gründen zusammen sind. Hubert gesteht seiner Mutter schließlich doch die Wahrheit. Sie reagiert gefasst und meint, ihr sei egal, wer mit wem zusammen sei, Hauptsache, sie seien glücklich.

## Auszeichnungen
- 2017: Thomas-Pluch-Drehbuchpreis – Nominierung für den Haupt- und Spezialpreis[9]
- 2017: Biberacher Filmfestspiele – Fernsehbiber für den besten Fernsehfilm[4]
- 2018: Fernsehfilmfestival Baden-Baden – Wettbewerbsnominierung,[10] Preis der Studierenden[11]

## Produktion und Hintergrund
Die Dreharbeiten fanden von 25. Juli bis 20. August 2016 in Wien und Graz statt, die Handlung ist hauptsächlich im Grazer Vorstadthaus der Großmutter verortet.
Produziert wurde der Film von Epo-Film, beteiligt waren der Österreichische Rundfunk und der Südwestrundfunk, unterstützt wurde die Produktion von der Cinestyria Filmcommission and Fonds und der Stadt Graz. Für den Ton zeichnete Odo Grötschnig verantwortlich, für das Szenenbild Martin Reiter und für das Kostümbild Monika Buttinger.
In Anlehnung an die seit 2014 produzierte Fernsehfilmreihe Landkrimi produziert der ORF seit 2016 die Fernsehfilmreihe Stadtkomödie, die abwechselnd in verschiedenen Städten und Bundesländern mit unterschiedlichen Schauspielern und unterschiedlichen Regisseuren gedreht wird. Die Notlüge aus Graz ist die erste Produktion dieser Reihe, als zweite Produktion wurde im Herbst 2016 Herrgott für Anfänger aus Wien mit Deniz Cooper und Katharina Straßer gedreht, dritte Produktion ist Harri Pinter, Drecksau aus Klagenfurt mit Juergen Maurer.

## Rezeption

### Kritiken
Die Heilbronner Stimme meinte, dass der Film mit gnadenloser Präzision seziere, was passiert, wenn Menschen aufeinandertreffen, zwischen denen schon länger etwas nicht stimmt. Das sei bisweilen schmerzlich offen, vor allem aber auch sehr lustig. „Man merkt dieser Komödie zwar an, dass sie auch auf den Mittwochabend im Piefke-Fernsehen hinproduziert wurde. Wäre das hier eine genuin österreichische Produktion, sie wäre wohl noch um einiges schärfer ausgefallen. Aber allein schon Josef Hader und Pia Hierzegger sind das Einschalten wert.“ Allerdings sei die Ausgangslage etwas konstruiert und das Ende versöhnlicher als notwendig. Der Film sei aber vor allem wegen seiner großartigen Darsteller ein Ereignis: „Wenn Hader, Hierzegger und Co. versuchen, vor der (Schwieger-)Mutter ihr Lügenkonstrukt aufrechtzuerhalten, obwohl sie selbst nicht so recht wissen, warum sie das eigentlich tun sollten, dann ist das große Schauspielkunst.“
Volker Bergmeister bezeichnete den Film auf Tittelbach.tv als „spritzig-witzige Komödie über den ganz normalen Notlügen-Alltagswahnsinn“.
Die Zeit Online schrieb, in dieser Patchworkfamilie sei vielen sehr oft schlecht und „das Speiben an der Tagesordnung.“ Als Zuschauer sei man „dankbar, dass das österreichische Idiom für das Hervorbringen des Mageninhalts sehr viel wohlklingender ist als das hochdeutsche Pendant.“ Hader sehe in diesem Film immer so aus, „als hätte ihn gerade ein starker Regenguss überrascht. […] Und Hierzegger hat schon zu Beginn eine derartige Grabeslaune, dass es eigentlich keine Nuancen mehr nach unten gibt. Das ganze Ensemble beherrscht den moralinsauren, weltverdrossenen, österreichischen Gesichtsausdruck aufs Schaurigste.“ Grundproblem des Films sei, dass er zu sehr in seinem schwarzhumorigen Schmäh versinken würde: „Auch schwarzer Humor ist als Dauerzustand nur schwer erträglich.“

### Einschaltquote
Die Erstausstrahlung im Ersten wurde von  4,08 Millionen Menschen gesehen, der Marktanteil betrug 12,7 Prozent.